# Blackhall Manor

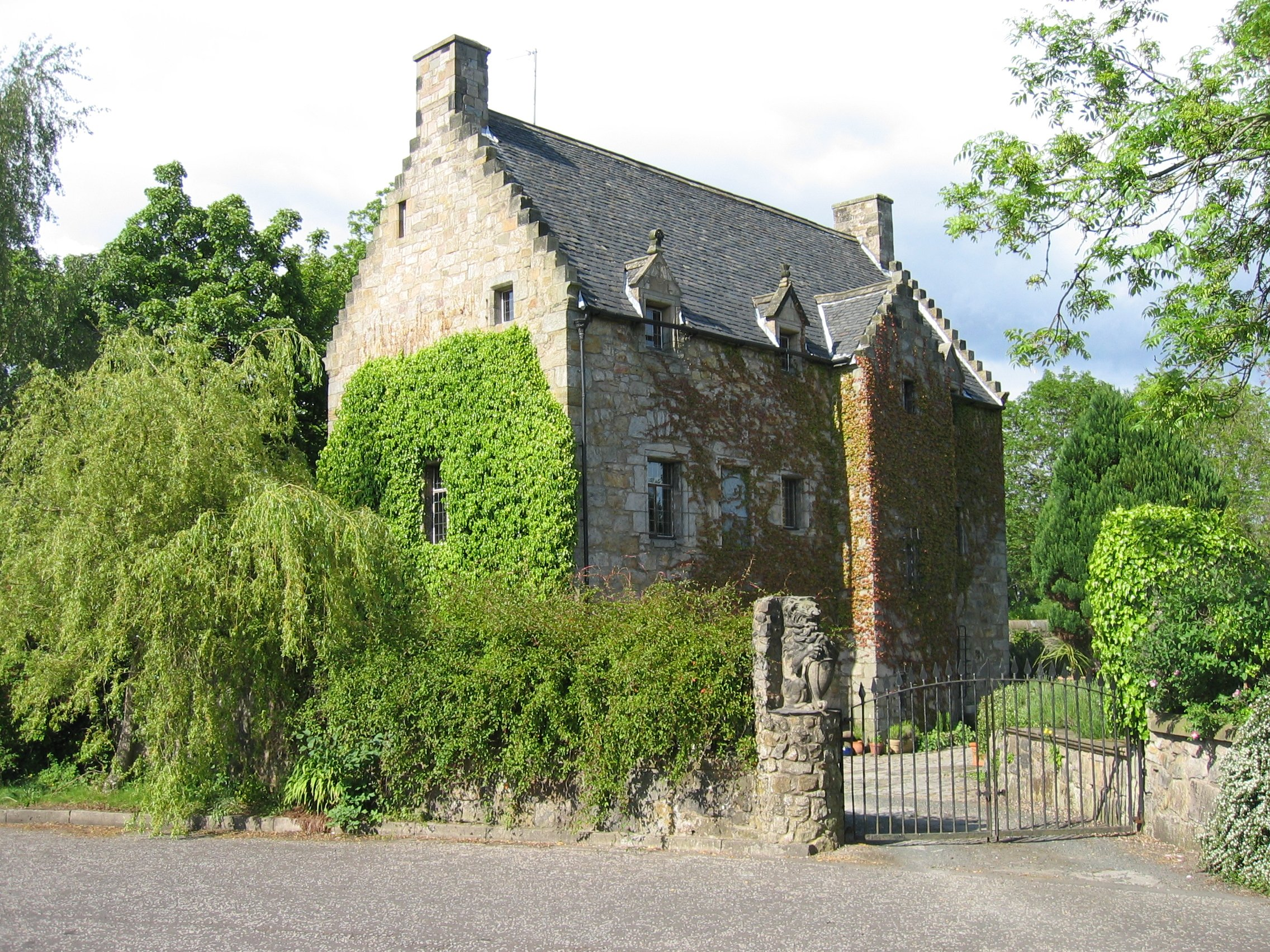
Blackhall Manor após a restauração.

Blackhall Manor é uma mansão acastelada do século XVI localizada em Paisley, Renfrewshire, Escócia.

## História
Foi mencionada pela primeira vez no século XIII, sendo residência da família Stewart.
Foi restaurada em 1982-3, pois estava sem teto na altura.
Encontra-se classificado na categoria "B" do "listed building" desde 26 de fevereiro de 1971.

## Estrutura
A atual estrutura também designada de Castelo Blackhall, é uma mansão simples de dois pisos, construída no final do século XVI ou XVII.